# Jairo Aníbal Niño
Jairo Aníbal Niño (Moniquirá, 5 de septiembre de 1941-Bogotá, 30 de agosto de 2010) fue un escritor Colombiano. Publicó obras de a teatro, cuentos y libros de poemas. Uno de sus  primeros pasos los dio como artista en el campo de la pintura, luego se dedicó a la dramaturgia. En el campo de las letras, su mayor contribución la hizo al género de la literatura infantil y juvenil a la que dedicó la mayoría de sus publicaciones y gran parte de su carrera como escritor.
A lo largo de su vida Jairo Aníbal Niño fue profesor universitario, director de la Biblioteca Nacional de Colombia hasta 1990, guionista, director del taller de dramaturgia del Teatro Libre de Bogotá y director del teatro de la Universidad Nacional de Colombia, sede Bogo

## Biografía
Jairo Aníbal Niño nació en Moniquirá, Boyacá, Colombia, en 1941 y falleció en Bogotá, Colombia, en 2010. Su infancia transcurrió en Moniquirá, su tierra natal, de donde emigró a Bucaramanga por la situación de violencia que se presentaba en la ciudad y a raíz del asesinato de su padre.
De su vocación inicial de pintor, el escritor pasó a las tablas, primero como actor y después como director y dramaturgo, de esa etapa se destacan obras como: El monte calvo, los inquilinos de la ira, el golpe de Estado, las bodas de lata, entre otras.
La vida de Jairo Aníbal Niño marcó su obra, el paisaje, la naturaleza, la economía y la historia de Boyacá sellan la producción del autor; en sus relatos se encuentran obreros, campesinos, estudiantes, indefensos y niños a quienes escribe. Sus obras fueron publicadas principalmente por la editorial Panamericana.
El autor fue director de la Biblioteca Nacional de Colombia hasta 1990. Considerado como un autor prolífico, Jairo Aníbal Niño publicó varios libros de cuentos y poemas para niños y jóvenes. Es percibido por el público lector como el amigo de los niños y las niñas de todas las edades.
Su vida transcurrió en el mundo de las artes de la mano de “la niña Ire” –Irene Morales-, su esposa, y sus hijos Santiago, Paula y Alejandra, a quienes dedicaría algunos de sus relatos. Falleció a la edad de 68 años, el 30 de agosto de 2010, dejando una obra que algunos críticos califican como un paradigma para la literatura infantil y juvenil de Colombia.

## Obra
La obra de Jairo Aníbal Niño sobresale por la narrativa y la poesía sin embargo, es en el teatro donde el autor empieza a explorar los temas que después se extenderán a lo largo de toda su producción, la necesidad de expresión del escritor.

### Teatro
Jairo Aníbal Niño se inició en el Grupo de Títeres Juan Pueblo de Medellín. Fue director del teatro de la Universidad Nacional de Colombia Sede Medellín, del Teatro Adolfo Mejía y de la Escuela Distrital de Teatro. Su obra dramática ha sido traducida a varios idiomas. Su trayectoria con el teatro empieza como actor y después como director y dramaturgo. Antes de eso, el autor fue activista político, cofundador y dirigente del moir(Movimiento Obrero Independiente y Revolucionario) esta actividad se vio reflejada sobre todo en sus obras de teatro. Llegó a ser uno de los iniciadores más calificados del teatro moderno en Colombia y dentro de esa corriente, cofundador del teatro universitario.
La mayoría de las obras de teatro de Jairo Aníbal Niño, se concentra en los conflictos de personajes de extracción popular que se caracterizan por su autenticidad y por su estilo regional. La crítica y la emotividad son rasgos fundamentales en sus dramas.

#### El monte calvo
Estrenada por el Teatro de La Universidad Libre en 1966. Este drama es considerado la pieza maestra del teatro realizado por Jairo Aníbal Niño. En el drama solo hay tres personajes, Canuto el músico mendigo; Sebastián el exsoldado-mendigo y el sargento loco que se cree coronel; esta obra configura un drama nacional que tiene consecuencias sociales, políticas, y penales El monte calvo, Sebastián es un pordiosero que perdió una pierna durante la guerra de Corea. Canuto es amigo de Sebastián y comparte con él la miseria de la calle; no entiende las explicaciones de su amigo sobre por qué había que luchar por la patria en una tierra tan lejana. En otras épocas fue payaso de un circo, hasta que un día el público permaneció en silencio cuando interpretaba el número que para él era perfecto. Frustrado, comenzó a llorar en la pista y en ese momento los espectadores empezaron a reír frenéticamente. El coronel es en realidad un sargento que enloquecido por la guerra ahora se cree un importante oficial que se va a encontrar con su viejo camarada, Sebastián; los pordioseros esperan sacarle algún dinero para tener al fin una comida decente. En medio de un contexto a la vez trágico y cómico, los amigos pordioseros encuentran que sacarle el dinero al coronel no es tan fácil como parece y se ven obligados a seguirle la corriente al enloquecido camarada. El final es extraordinario e inesperado.

#### La madriguera
En esta obra el protagonista es Eutimio Marroquín, un dictador centroamericano derrocado que se refugia en un lugar secreto del Palacio presidencial en compañía de su secretario Pepe Arboleda a la espera de que su guardia personal venga a ayudarlo. El general es de extracción popular: comenzó como soldado raso y llegó a general a fuerza de complicidades, crímenes y servilismos. La obra se estrenó en el Teatro de Pantomima en 1979.

#### Los inquilinos de la ira
En esta obra el autor asume el problema de injusticia social desde dentro. Los personajes son numerosos y no hay protagonistas, puesto que importa ante todo describir el comportamiento del sector social de los marginados: obreros, chóferes de bus, desempleados, maestros de colegio desempleados y burlados por un estado ladrón. El drama se estrenó en el Teatro Libre .

### Poesía
No solo la narrativa infantil se ha enriquecido con sus aportes sino que también se puede decir, que se destaca en todos los géneros de la literatura. En palabras de Jairo Aníbal Niño él tiene “la profesión más honorable y bella, ser especialista en el amor”. El nacimiento, la infancia, la adolescencia, la juventud, la vejez, la muerte, el origen del hombre, son temas que aparecen reflejados en sus poemas que a través de un lenguaje sencillo exploran las experiencias del ser humano.

#### La alegría de querer
La alegría de querer se plantea como un libro de poemas de amor para niños, ocupa un lugar importante en la poesía infantil colombiana. Los versos de estos poemas son versos libres. Los temas de los poemas aparecen a través de elementos infantiles como los balones de fútbol, las lecciones de historia y los barquitos de papel. Publicado en 1986.

#### Preguntario
Es una de las obras más importantes del autor porque trata las grandes preguntas de la vida con un lenguaje poético. Un libro que da cuenta de la visión ambiciosa de Jairo Aníbal Niño en materia de literatura infantil, “el autor no solo le envía mensajes al niño: sus primeras elaboraciones se enfocaron más hacia el adulto, pero en el fondo están dirigidas a todo ser humano”. Esta obra fue exaltada a la lista de honor de la organización internacional del libro juvenil. El libro fue publicado en 1989.

### Narrativa
El campo de la narrativa fue el de más amplia producción del autor, cabe resaltar que los personajes y temas del teatro y la poesía se repiten y desembocan en la amplia obra narrativa del autor en la que se destacan cuentos e historias, en ellos se puede destacar el lenguaje poético a través del cual se narran las historias de los diversos personajes creados por Jairo Aníbal Niño que van desde animales hasta niños que pueden volar. Sus cuentos se publicaron en principio en El Tiempo http://www.eltiempo.com/ y El espectador, los diarios nacionales de mayor circulación.

#### Puro pueblo
Es un libro de cuentos cortos, algunos de unas cuantas frases que sintetizan un mundo lleno de imaginación, de encanto, de fuerza. Es un territorio donde la vida del pueblo, sus sueños, sus anhelos y sus combates aparecen. Fue publicado por primera vez en 1977. En este conjunto de relatos se hace evidente como la vida del pueblo, trasciende en la obra del artista.

#### Aviador Santiago
Historia publicada en 1990. El protagonista del libro es Santiago, un niño que tiene inmensos deseos de volar. Un sentimiento presente en gran parte de la obra del autor. Esta obra la dedica Jairo Aníbal Niño a Santiago Niño Morales, su hijo, en sus propias palabras, su copiloto.  

“Ustedes comprenderán a abandonar el suelo y a volver a él cuando les plazca, a desarrollar las artes de la navegación aérea ayudados por el estudio y por un amor profundo al aire.”
 Aviador Santiago, p.116

#### El árbol de los anhelos
En esta obra de 1992, se denota la preocupación del autor por explicar el mundo a los niños, se constituye en un relato de la constitución política contada a través de personajes como Nicolás y Violeta que hacen un recorrido a través de los capítulos de la constitución política de Colombia.

#### Los superhéroes
Esta obra se publica bajo la serie "Ecosistema". En esta serie se resaltan temas del medio ambiente y la naturaleza cuyo cuidado y conservación siempre preocuparon al autor. El lenguaje en esta obra cambia, de las ilustraciones llenas de color hechas con acuarelas, con pinceles y lápices, pasamos al lenguaje del cómic a través del cual Jairo Aníbal Niño humaniza a Supermán. La escena urbana aparece en esta obra de corte ecológico. Publicado en 1993.....

#### El río de la vida y el futuro
Trata este relato, la lucha del científico Manuel Elkin Patarroyo y su lucha contra la malaria. Reaparecen en la obra los animales, paisajes selváticos y el poético que acompaña las obras de Jairo Aníbal Niño. 1994

#### La hermana del principito
Es un relato que surge del espíritu del relato mismo. La hermana del Principito piensa y vive la aventura del viaje con un sentido americano. Jairo Aníbal Niño destaca en esta obra, su facilidad para traducir sus invenciones en textos y para traer elementos de fuera para hacerlos suyos. Obra publicada en 1995.

#### Orfeo y la cosmonauta
Esta obra es un conjunto de cuentos donde el autor nos muestra un recorrido por la mitología griega adornada por la poesía y la fantasía que caracterizan a Jairo Aníbal Niño. En estos cuentos se puede encontrar una historia detrás de cada una de las historias contadas hace miles de años, transportando al lector a la época antigua o a los personajes antiguos a la época actual. Esta obra fue publicada en 1995. 

#### Historia y nomeolvides
La leyenda, la historia y la fantasía se mezclan en los relatos de este volumen, para presentar en una novedosa y rica perspectiva los acontecimientos más trascendentes de la historia de Colombia. Publicado en 1995.

#### El hospital y la rosa
Esta obra está llena de los elementos que recorren la obra del autor: la imaginación, los personajes llenos de poesía, lugares en los que la magia es anfitriona, es un relato contado a través del lenguaje poético del autor. Libro publicado en 2005.

#### Cuentas del collar de los cuentos
“Jairo Aníbal Niño es un apasionado maestro en las artes del vuelo, que desde siempre han sido fiesta y asombro en el aire de las palabras. Los relatos de este libro conservan la fidelidad a la magia y al esplendor. (…)” Publicado en 2008 este libro demuestra la fidelidad del autor hacia su obra y su compromiso con la escritura.

## Premios
- 1966: Obtuvo el primer premio en el I Festival Nacional de Teatro Universitario con la obra El monte calvo.
- 1967: La misma obra recibió el premio al mejor espectáculo libre del V Festival Mundial de Teatro de Nancy (Francia).
- 1968: Gana el Concurso para Autores de Teatro.
- 1968: Gana el II Festival Nacional Universitario con la obra Las bodas de lata.
- 1977: Obtiene el primer premio nacional de literatura infantil Enka.
- 1980: Obtiene el Premio Nacional de Guion con Efraín
- 1986: La alegría de querer galardonado con el premio Misael Valentino en La Habana (Cuba).
- 1992: Preguntario exaltado a la lista de honor de la Organización Internacional para el libro juvenil.
- 1993: En España le fue otorgado el premio Cuchillo Canario de Narración.
- 1996: En México. Consiguió el premio Caracol al mérito.

## Recepción y crítica de la obra
La obra de Jairo Aníbal Niño ha sido fuente de estudios que analizan aspectos de la recepción de la obra.
- En un estudio realizado por Nubia Realpe (1988) es valorado como uno de los exponentes más representativos de la literatura colombiana.[18]”
- “Su obra señala un sentido social y didáctico pues en ella se presenta la vida como una constante lucha con sus problemas y dificultades”.[18]
- “La obra se dirige a un público suprasensible y trascendente, un lector que debe acercarse a las obras con un espíritu infantil sea adulto, niño o joven”.[3]

## Cronología de sus obras
- 1966: El monte calvo
- 1969: Las bodas de lata o el baile de los arzobispos
- 1975: Los inquilinos de la ira
- 1977: Zoro
- 1977: El sol subterráneo
- 1977: Puro pueblo
- 1979: La madriguera
- 1979: Toda la vida
- 1981: El manantial de las fieras
- 1983: Dalia y Zazir
- 1985: De las alas caracolí
- 1986: La alegría de querer: poemas de amor para niños
- 1989: Preguntario: poemario para niños
- 1990: Aviador Santiago
- 1991: El quinto viaje
- 1991: Razzgo, Indo y Zaz
- 1991: El músico del aire
- 1992: El árbol de los anhelos : relato para niños de la constitución política de Colombia 1991
- 1992: El nido más bello del mundo
- 1992: Uvaldino y la cafetera maravillosa
- 1992: La estrella de papel
- 1992: El obrero de la alegría
- 1993: Los papeles de Miguela
- 1993: El cuenta distancias
- 1993: La señora Contraria
- 1993: Los superhéroes
- 1994: El río de la vida: Manuel Elkin Patarroyo y su lucha contra la malaria
- 1995: El inventor de lunas
- 1995: La hermana del principito
- 1995: Orfeo y la cosmonauta
- 1995: Amanece
- 1996: Historia y nomeolvides
- 1998: Los nueve días y un día: nueva novena de navidad
- 1998: Fútbol, goles y girasoles
- 2000: El jardín de las ilusiones
- 2001: Paloma mensajera
- 2001: Gato
- 2002: La noche de los colibríes: el libro de los derechos de las niñas y de los niños
- 2002: El equipaje de la mariposa
- 2003: Yo soy Juan
- 2003: Bonita
- 2003: El astronauta
- 2003: En la bella Palmira esto sucede
- 2003: La fábrica de sueños
- 2003: Las hojas de la vida
- 2003: Río de oro
- 2003: Tulima
- 2003: Tutunendo
- 2005: El hospital y la rosa
- 2005: Sana, sana colita de rana
- 2006: Para aprender el idioma de los pájaros
- 2006: Rafael Pombo, corazón de gorrión
- 2008: El libro de la caricia
- 2008: Cuentas del collar de los cuentos
- 2009: La libreta de Simbad
- 2010: ¿Por qué los pájaros azules no comen hormigas?
- 2010: Caballopando: historias de caballos
- 2011: Ratones chinos
- 2011: Tapir
- 2012: Colibrí brilico: y otras canciones de pájaros
- 2013: Trébol de cuatro hojas
- 2014: Gota de corazón

## Libros publicados de literatura infantil y juvenil

### Novela
- Zoro (1977) premio enka
- Dalia y Zazir (1983)
- De las alas caracolí (1985)
- Aviador Santiago (1990)
- Razzgo, Indo y Zaz (1991)
- Uvaldino y la cafetera maravillosa (1992)
- La estrella de papel (1992)
- Los papeles de Miguela (1993)
- Los superhéroes (1993)
- Paloma mensajera (2001)
- Gato (2001)
- La noche de los colibríes: el libro de los derechos de las niñas y de los niños (2002)
- Tapir (2011)

### Poesía
- La alegría de querer: poemas de amor para niños (1986)
- Preguntario: poemario para niños (1989)
- Sana, sana colita de rana (2005)
- Para aprender el idioma de los pájaros (2006)
- El libro de la caricia (2008)
- ¿Por qué los pájaros azules no comen hormigas? (2010)
- Colibrí brilico: y otras canciones de pájaros (2012)

### Cuento
- El quinto viaje (1991) (Reedición en 1999, El quinto viaje y otras historias del Nuevo Mundo)
- El músico del aire (1991)
- El árbol de los anhelos : relato para niños de la constitución política de Colombia 1991 (1992)
- La hermana del principito (1995)
- Orfeo y la cosmonauta (1995)
- Amanece (1995)
- Historia y no me olvides (1996)
- Fútbol, goles y girasoles (1998)
- El jardín de las ilusiones (2000)
- El equipaje de la mariposa (2002)
- Yo soy Juan (2003)
- El hospital y la rosa (2005)
- Cuentas del collar de los cuentos (2008)

- La libreta de Simbad (2009)
- Caballopando : historias de caballos (2010)
- Ratones chinos (2011)
- Gota de corazón (2014)

### Álbum
- El nido más bello del mundo (1992)
- El obrero de la alegría (1992)
- El cuenta distancias (1993)
- La señora Contraria (1993)
- Trébol de cuatro hojas (2013)

### Biografía
- El río de la vida: Manuel Elkin Patarroyo y su lucha contra la malaria (1994)
- El inventor de lunas (1995) (Sobre Francisco José de Caldas)

### Teatro
- Rafael Pombo, corazón de gorrión (2006)

### Otros
- Los nueve días y un día: nueva novena de navidad (1998)

Cuentos incluidos en el programa "Colombia joven" de la Presidencia de la República 2003
- Bonita (2003)
- El astronauta (2003)
- En la bella Palmira esto sucede (2003)
- La fábrica de sueños (2003)
- Las hojas de la vida (2003)
- Río de oro (2003)
- Tulima (2003)
- Tutunendo (2003)

## Libros publicados para adultos
Teatro
- Las bodas de lata o el baile de los arzobispos (1969)
- Los inquilinos de la ira (1975)
- El sol subterráneo (1977)
- El monte calvo / La madriguera (2005)

Cuento
- Puro pueblo (1977)
- Toda la vida (1979)

Guiones
- El manantial de las fieras (1981)

Como antólogo
- A flor de piel : antología de poesía (2000)